# Sebastian Maniscalco
Sebastian Maniscalco (Arlington Heights, 8 luglio 1973) è un comico e attore statunitense di origini italiane.
Ha iniziato la sua carriera nel 1998 quando si è trasferito a Los Angeles esibendosi agli open mic al Four Seasons Hotel dove lavorava come cameriere. Nel 2005 ha iniziato a esibirsi regolarmente presso The Comedy Store; da allora ha pubblicato cinque spettacoli comici. Ha avuto anche ruoli secondari da attore nei film Green Book (2018) e The Irishman (2019).

## Biografia
Maniscalco nasce nel sobborgo di Chicago di Arlington Heights, l'8 luglio 1973, da immigrati italiani; suo padre, Salvatore Maniscalco, che lavorava come parrucchiere, è emigrato negli Stati Uniti con la sua famiglia da Cefalù, in Sicilia all'età di 15 anni, mentre sua madre, Rose Maniscalco, ha origini di Napoli e della Sicilia. Maniscalco è cresciuto cattolico e, a otto anni, lavorava come ministrante di Santa Cecilia a Mount Prospect. Dopo essersi trasferito a Los Angeles nel 1998, Maniscalco ha iniziato la sua carriera esibendosi in microfoni aperti in bar e piste da bowling mentre lavorava come cameriere al Four Seasons Hotel di Beverly Hills, dove ha lavorato dal 1998 al 2005.
Maniscalco ha sposato Lana Gomez nell'agosto 2013 e hanno due figli insieme: una figlia di nome Serafina nata a maggio 2017, chiamata come la nonna di Maniscalco, e un figlio di nome Caruso nato a giugno 2019.
Nel 2005, ha iniziato a esibirsi regolarmente al The Comedy Store di West Hollywood. Maniscalco cita Jerry Seinfeld, George Carlin, Brian Regan, John Ritter, Johnny Carson, Andrew Dice Clay, Bill Burr e Don Rickles come influenze comiche. Da allora, ha fatto mezz'ora per Comedy Central Presents e cinque speciali della durata di un'ora. Il suo primo speciale, Sebastian Live, è stato rilasciato il 2 giugno 2009. I suoi prossimi tre speciali sono stati trasmessi su Showtime, con What's Wrong With People? pubblicato il 5 gennaio 2012, Aren't You Embarrassed?, registrato a Chicago, rilasciato il 14 novembre 2014 e Why Would You Do That?, registrato al Beacon Theatre di New York e pubblicato nel 2016.
Maniscalco è stato uno dei quattro comici presenti nel Wild West Comedy Show: 30 Days and 30 Nights – Hollywood to the Heartland presentato da Vince Vaughn, insieme ad Ahmed Ahmed, John Caparulo e Bret Ernst. Maniscalco è stato anche nel Best Night Ever, Comedy Central Presents presentato da Russell Peters, The Late Late Show with Craig Ferguson, The Tonight Show with Jay Leno, The Jay Leno Show, The Tonight Show with Jimmy Fallon, Conan e The Late Show with Stephen Colbert. Inoltre, è apparso in diversi film, come Nut Job 2 - Tutto molto divertente, The House, Prendimi! e Cruise, e ha un podcast chiamato The Pete e Sebastian Show con il collega comico Pete Correale. A gennaio 2017, hanno uno spettacolo sul canale 99 della Raw Dog Comedy della radio satellitare Sirius XM. Nel 2016, Maniscalco è apparso nella settima stagione di Comedians in Cars Getting Coffee. Ha pubblicato il suo libro di memorie Stay Hungry il 27 febbraio 2018. Uno speciale di Netflix intitolato Stay Hungry è stato rilasciato il 15 gennaio 2019.
Nel 2018, Maniscalco ha fatto il suo debutto cinematografico, nel ruolo di Johnny Venere nel film Green Book, vincitore del premio Oscar. Apparirà in The Irishman di Martin Scorsese nel ruolo di "Crazy" Joe Gallo al fianco di Robert De Niro, Joe Pesci e Al Pacino. Il film è stato presentato in anteprima su Netflix alla fine del 2019. Maniscalco ha presentato gli MTV Video Music Awards 2019 il 26 agosto.

## Videografia
- Sebastian Live (2009)
- What's Wrong With People? (2012)
- Aren't You Embarrassed? (2014)
- Why Would You Do That? (2016)
- Stay Hungry (2019)
- Sebastian Maniscalco: is it me? (2022)

## Filmografia

### Attore
- The House, regia di Andrew Jay Cohen (2017)
- Green Book, regia di Peter Farrelly (2018)
- Cruise, regia di Robert Siegel (2018)
- Prendimi! (Tag), regia di Jeff Tomsic (2018)
- The Irishman, regia di Martin Scorsese (2019)
- Somewhere in Queens, regia di Ray Romano (2022)
- Papà scatenato (About My Father), regia di Laura Terruso (2023)
- Unfrosted - Storia di uno snack americano (Unfrosted), regia di Jerry Seinfeld (2024)

### Doppiatore
- Nut Job 2 - Tutto molto divertente (The Nut Job 2: Nutty by Nature), regia di Carl Brunker (2017)
- Super Mario Bros. - Il film (The Super Mario Bros. Movie), regia di Aaron Horvath e Michael Jelenic (2023)
- IF - Gli amici immaginari (IF), regia di John Krasinski (2024)

## Doppiatori italiani
Nelle versioni in italiano delle opere in cui ha recitato, Sebastian Maniscalco è stato doppiato da:
- Gianluca Machelli in Green Book
- Enrico Chirico in Prendimi!
- Andrea Mete in The Irishman
- Danilo Di Martino in Somewhere in Queens
- Simone D'Andrea in Papà scatenato
- Fabrizio Picconi in Unfrosted - Storia di uno snack americano

Da doppiatore è sostituito da:
- Davide Lepore in Nut Job 2 - Tutto molto divertente
- Gabriele Sabatini in Super Mario Bros. - Il film